# Cantó de l'Avellanet
El cantó de l'Avellanet (Canton de l'Avelhanet en occità, Canton de Lavelanet en francès) és un cantó del departament francès de l'Arieja, a la regió d'Occitània. Està inclòs al districte de Foix i té 21 municipis. El cap cantonal és L'Avelhanet.

## Municipis
- L'Agulhon
- Belestar
- Benais
- Le Carlar de Ròcafòrt
- Drulha
- Fogats e Barrinòu
- Ilhat
- L'Avelhanet
- L'Esparron
- Leishèrt
- Liurac
- Montferrièr
- Montsegur
- Nalzenh
- Perella
- Raissac
- Ròcafixada
- Ròcafòrt
- Sant Joan d'Aigasvivas
- Le Sautèlh
- Vilanòva d'Òlmes